# Scott Aaronson
Pour les articles homonymes, voir Aaronson.
Scott Joel Aaronson, né en 1981, est un chercheur, professeur et vulgarisateur en informatique théorique, notamment en informatique quantique. Jusqu’en 2016, il est professeur au Massachusetts Institute of Technology (MIT) ; il occupe ensuite une chaire honoraire d’informatique à l’université du Texas.

## Biographie
Aaronson a reçu son BS a l'université Cornell en 2000, et son PhD en 2004, sous la direction d'Umesh Vazirani à l'Université de Californie à Berkeley.
Il a fait deux postdoctorats, à l'Institute for Advanced Study et à l'université de Waterloo avant d'obtenir un poste au MIT.

## Recherche et vulgarisation
Les travaux principaux de Scott Aaronson portent sur l'informatique quantique, les limites du calcul et la théorie de la complexité. Il a aussi grandement participé à la vulgarisation de ce domaine, par son blog,, par ses cours (qui ont donné l'ouvrage Quantum Computing since Democritus) et par ses apparitions dans les médias, notamment le New York Times et Pour la science. Une de ses étudiantes, Ewin Tang, a démontré sous sa direction des résultats importants de comparaison d'algorithmes classiques et quantiques à seulement 18 ans, en 2018.
Il a aussi créé le Complexity Zoo, un wiki listant un grand nombre de classes de complexité.

## Distinctions
Il a obtenu le Presidential Early Career Award for Scientists and Engineers en 2009, et le prix Alan T. Waterman (en), un prix pour les jeunes chercheurs décerné par la National Science Foundation, pour ses travaux sur les limites du calcul,. En 2020, il a reçu le Prize in Computing (prix pour l'Informatique) de l'ACM « pour ses contributions révolutionnaires à l'informatique quantique ».